# Problema universalelor
În metafizică, problema universalelor se referă la întrebarea dacă există proprietăți, și dacă da, care sunt acestea.
Universalele metafizice sunt acele forme-idei platonice care există în sine, independent de subiect, și din a căror perfecțiune și completitudine modală își trag individualitatea formele aparținând umanului.
În teoria formelor-idei Platon declară că pentru o mare parte dacă nu chiar pentru totalitatea formelor fizice, conceptuale și sufletești umane există niște forme în sine, niste forme prototip, din care își extrag existența și particularitatea formele accesibile omului. 
În această concepție pentru obiectele perceptibile ar exista niște obiecte în sine, autonome de subiect, inaccesibile percepției acestuia, perfecte și imuabile. 
Pentru conceptele calificante precum binele , frumosul, sau adevărul există variante în sine, adică există bine, frumos și adevărat perfect independent de ființa umană și mai există binele, frumosul și adevărul uman, participante la cele în sine, dar diferite de acestea prin calitate și stabilitate.